# Ашіль Гене
Ашіль Гене (фр. Achille Guenée; 1 січня 1809 — 30 грудня 1880) — французький юрист і ентомолог.

## Біографія
Ашіль Гене народився в Шартрі і помер у Шатодені.
Він здобув освіту в Шартрі, де дуже рано виявив інтерес до метеликів, і його заохочував і навчав Франсуа де Вільє (1790—1847). Він поїхав вивчати право в Парижі. Після смерті свого єдиного сина він жив у Шатодені. Під час франко-прусської війни 1870 року Шатоден був спалений пруссами, але колекції Гене залишилися недоторканими.
Він був автором 63 публікацій, деякі з яких разом із Філогеном Огюстом Жозефом Дюпоншелем (1774—1846). Зокрема, він написав «Species des nocturnes» («Нічні види») (шість томів, 1852—1857). У цій праці майже на 1300 сторінках розглядаються совки світу. Також був співавтором разом з Жаном Батистом Буасдувалем книги Histoire naturelle des Insectes. Species général des Lépidoptères (томи 5–10, 1836–57).
У 1832 році він був одним із засновників Товариства ентомологів Франції (1832), президентом у 1848 році, а потім почесним членом у 1874 році. Він був одним з перших, хто описав вид Cadra calidella.